# Thụy An (xã)
Thụy An là một xã thuộc huyện Ba Vì, thành phố Hà Nội, Việt Nam.
Xã Thụy An có diện tích 16,45 km², dân số năm 1999 là 7506 người, mật độ dân số đạt 456 người/km².